# 제3의 눈

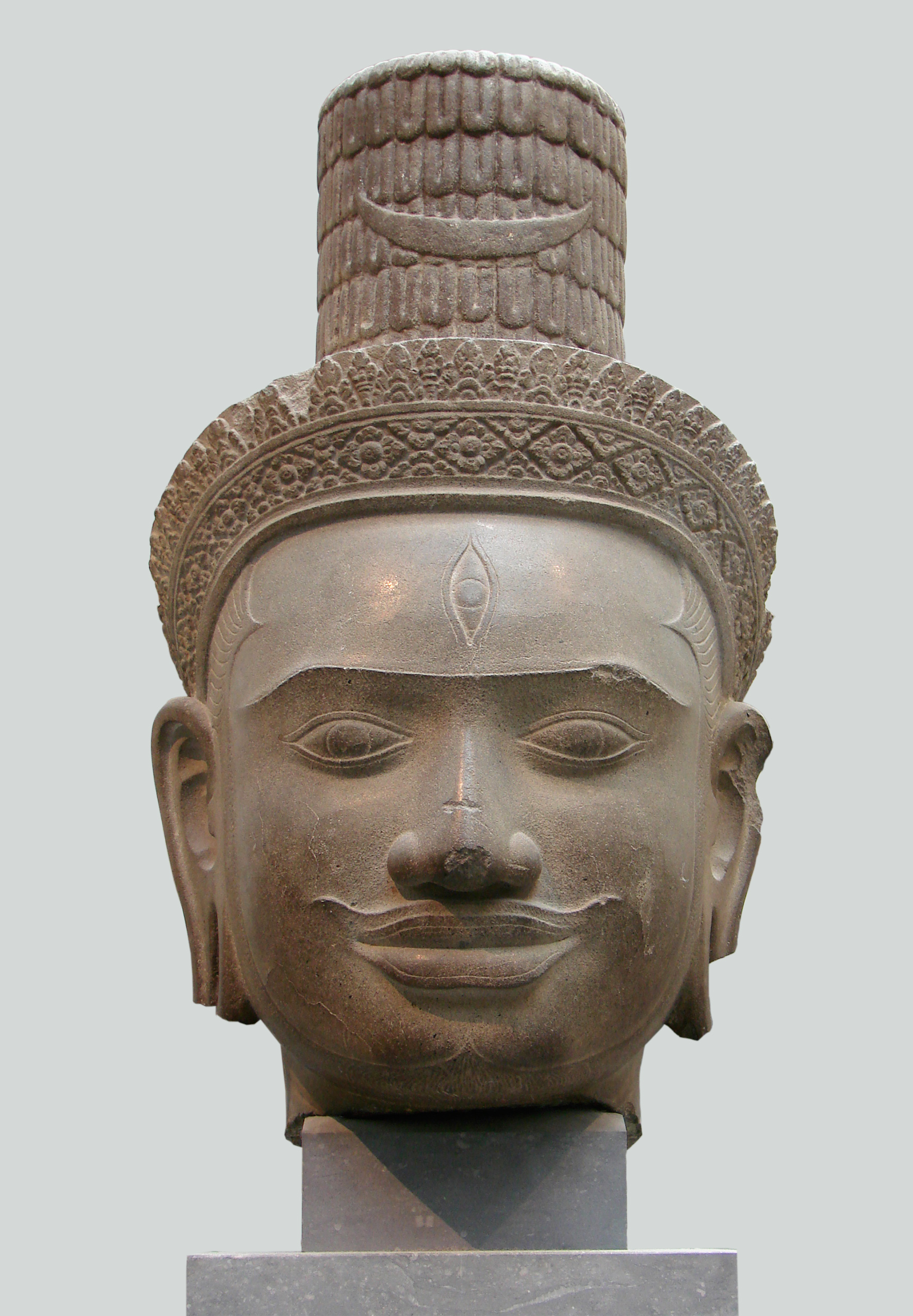
시바의 세 번째 눈을 보여주는 머리상

제3의 눈(Third eye, 또는 마음의 눈 또는 내면의 눈)은 보통 이마에 위치한다고 묘사되는 보이지 않는 눈으로, 일반적인 시야를 넘어선 인식을 제공한다고 여겨진다. 힌두교에서 제3의 눈은 아즈나 (또는 이마) 차크라를 지칭한다. 힌두교와 불교 모두에서 제3의 눈은 이마 중앙, 눈썹이 만나는 지점보다 약간 위에 위치한다고 하며, 깨달음을 나타낸다.
특히 동양의 영적 수행에서 제3의 눈은 내면의 영역과 고등 의식의 공간으로 이끄는 문을 의미하며, 종종 깨달음의 상태를 상징한다. 제3의 눈은 종종 종교적 비전, 투시, 차크라와 아우라를 관찰하는 능력, 예지, 유체이탈과 관련이 있다.

## 힌두교
힌두교에서 제3의 눈은 아즈나 (또는 이마) 차크라를 지칭하며, 이마 중앙, 눈썹이 만나는 지점보다 약간 위에 위치한다고 한다. 힌두교도들은 제3의 눈을 나타내기 위해 눈썹 사이에 "틸라카"를 찍는데, 이는 시바의 모습에서도 볼 수 있다. 그는 "트리암바카 데바", 즉 세 눈을 가진 군주로 불리며, 그의 세 번째 눈은 지식의 힘과 악을 감지하는 능력을 상징한다. 그의 눈은 이마 중앙에 세 개의 수평선으로 묘사된다.

## 불교

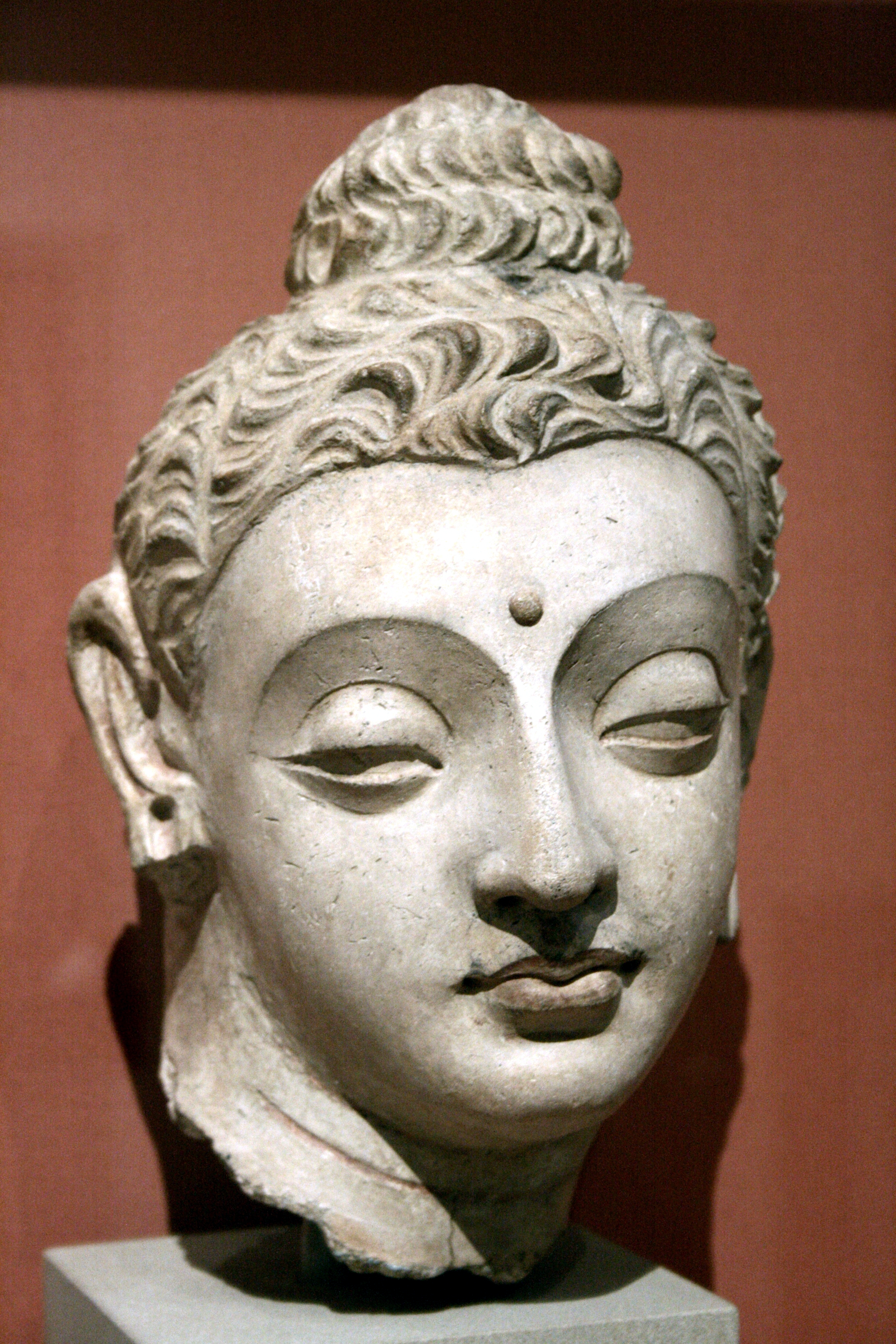
백호 (석가)를 지닌 붓다.

불교에서 제3의 눈은 이마 중앙, 눈썹이 만나는 지점보다 약간 위에 위치한다고 하며, 불교도들은 제3의 눈을 "의식의 눈"으로 간주하고, 육체적 시야를 넘어선 깨달음을 얻는 관점을 나타내며, 힌두교와 같은 목적으로 우르나를 사용한다. 제3의 눈, 즉 "지혜의 눈"은 붓다 신에서 식별된다.

## 도교
도교에서 제3의 눈 훈련은 눈을 감고 눈썹 사이의 지점에 주의를 집중하며, 몸은 다양한 기공 자세를 취한다. 이 훈련의 목표는 수련생들이 우주의 올바른 "진동"에 맞춰 더 고급 명상 상태에 도달할 수 있는 견고한 토대를 마련하는 것이다. 도교는 마음의 눈이라고도 불리는 제3의 눈이 두 물리적 눈 사이에 위치하며, 열리면 이마 중앙까지 확장된다고 가르친다. 도교는 제3의 눈이 신체의 주요 에너지 중심 중 하나이며 여섯 번째 차크라에 위치하며, 신체의 왼쪽과 오른쪽 반구를 분리하는 주요 경락의 일부를 형성한다고 주장한다.

## 신지학
신지학자 H. P. 블라바츠키의 추종자들은 제3의 눈이 사실 뇌의 두 반구 사이에 위치한 부분적으로 휴면 상태인 송과선이라고 제안했다. 파충류와 양서류는 송과선과 관련된 구조인 제3의 두정안을 통해 빛을 감지하는데, 이는 빛의 편광을 감지할 수 있어 활동일 주기를 조절하고 길을 찾는 데 사용된다. 그녀는 마음의 특정 기능이 송과선과 관련되어 있으며, 여섯 살 미만 어린이에게는 뇌모래가 없다고 진술한다. C. W. 리드비터는 제3의 눈에서 "에테르 관"을 확장함으로써 미시적 및 망원경적 시야를 개발하는 것이 가능하다고 생각했다. 스티븐 필립스는 제3의 눈의 미시적 시야가 쿼크처럼 작은 물체도 관찰할 수 있다고 주장했다. 이러한 믿음에 따르면, 인류는 아주 먼 옛날 머리 뒤쪽에 물리적, 영적 기능을 가진 실제 제3의 눈을 가지고 있었다. 시간이 지남에 따라 인류가 진화하면서 이 눈은 위축되어 오늘날 송과선으로 알려진 것이 되었다. 릭 스트라스먼은 광감도를 유지하는 송과선이 DMT(디메틸트립타민)의 생산 및 방출을 담당한다고 가설을 세웠는데, 그는 DMT가 출생 및 사망 순간에 대량으로 배설될 수 있다고 믿는다.

## 같이 보기
- 빈디

## 참고 문헌
- Blavatsky, H. P. (1893). 《The Secret Doctrine》 2. London: Theosophical Publishing House.
- Cavendish, Richard, 편집. (1994). 《Man, Myth and Magic》 19. New York: Marshall Cavendish. ISBN 978-0839360353.
- Dennett, Daniel C. (1991). 《Consciousness Explained》. Boston: Little, Brown and Company. ISBN 0-316-18065-3.
- Dhillon, Neeru; Singh, Arun D.; Dua, Harminder S. (2009년 2월 1일). 《Lord Shiva's third eye》. 《British Journal of Ophthalmology》 (영어) 93. 136쪽. ISSN 0007-1161. PMID 19174398.
- Jefferson, R. B. (1982). 《The Doctrine of the Elixir》. Coombe Springs Press. ISBN 978-0900306150.
- Leadbeater, C. W. (1994) [1927]. 《The Chakras》. Wheaton, IL: Theosophical Publishing House. ISBN 9780835604222.
- Phillips, Stephen (1980). 《Extrasensory Perception of Quarks》. Wheaton, IL: Theosophical Publishing House. ISBN 978-0-8356-0227-3.
- Saraswati, Satyananda (2001). 《Kundalini Tantra》. Bihar, India: Yoga I Publications Trust. ISBN 978-8185787152.
- Strassman, Rick J. (2001). 《DMT: The Spirit Molecule. A Doctor's Revolutionary Research into the Biology of Near-Death and Mystical Experiences》. Rochester, VT: Park Street. ISBN 978-0-89281-927-0.

## 추가 자료
- Gazizova, V. (2018). 《From Buddhism to 'Cosmic Religion': Religious Creativity in Kalmykia》. 《Anthropology & Archeology of Eurasia》 57. 5–37쪽. doi:10.1080/10611959.2018.1470427. S2CID 149842761.
- Little, Tias (n.d.). “Meditation on the Third Eye”. 《Shambhala.com》. 2022년 12월 12일에 확인함.
- Little, Tias (2016). 《Yoga of the Subtle Body: A Guide to the Physical and Energetic Anatomy of Yoga》. Shambhala. ISBN 978-1611801026.
- Sagan, Samuel (2007). 《Awakening the Third Eye》 3판. Roseville, N.S.W., Australia: Clairvision. ISBN 978-0-9586700-5-0.